# Alfred Grimm
Alfred Grimm (* 16. Juni 1943 in Dinslaken) ist ein deutscher Objektkünstler, Bildhauer, Maler und Zeichner.

## Leben
Grimm studierte an der Kunstakademie Düsseldorf Malerei und Bildhauerei, unter anderem bei Karl Bobek und Joseph Beuys. Bekannt wurde er durch seine Variations-, Kruzifix- und TV-Objekte. Einige seiner Bronzeplastiken stehen als Mahnmale im öffentlichen Raum.
Von 1972 bis zu seiner Pensionierung Anfang 2005 unterrichtete Grimm das Fach Kunst am Dinslakener Theodor-Heuss-Gymnasium. Zu seinen Schülern zählt der spätere Karikaturist und Disney-Zeichner Andreas Deja. 1981 gehörte Grimm zu den Gründungsmitgliedern des Kulturkreises Dinslaken (KKD). Darüber hinaus wirkt er bis heute als freischaffender Künstler.
Grimm nahm bisher an 90 Einzelausstellungen und 203 Gruppenausstellungen in Deutschland, Frankreich, Luxemburg, der Schweiz und den USA teil. Es erschienen bislang 11 Einzelkataloge und 50 Gemeinschaftskataloge sowie über 1200 Presseartikel im In- und Ausland. In neun Rundfunk- und achtzehn TV-Sendungen wurde bisher über sein Werk berichtet.
Alfred Grimm lebt in Hünxe. Er ist seit 2024 verwitwet und hat zwei Söhne.

## Werk
Ein Kennzeichen der Kunst Grimms ist, dass er immer wieder Serien von Objekten, Zeichnungen oder Gemälden mit ähnlichen Motiven gestaltet. Im Objekt-Zyklus Ein schönes Stück Deutschland arrangiert der Künstler z. B. auf Tellern künstliche Tortenstücke der besonderen Art, die dem Betrachter bissig-ironisch Realitäten aus deutschen Landen vor Augen führen. Miniaturlandschaften und -environments präsentiert er auch in Eimern, Flaschen, Einmachgläsern, Konservendosen, Büchern sowie auf Schachbrettern und Steinen. In seinem Kruzifix-Zyklus werden reale Kruzifixe so umgestaltet und mit ergänzenden Motiven versehen, dass kritische, teilweise auch sarkastische Aussagen zur frömmlerischen Religiosität unserer Tage zustande kommen. Für sein Werk TV-Serie nutzt er ausgeschlachtete alte Fernsehgeräte, in deren Gehäuse er Miniaturlandschaften zu verschiedenen Themen gestaltet.
Die bekanntesten öffentlichen Werke von Alfred Grimm sind u. a. das Objektfenster für die evangelische Kirche „Unsere Arche“ in Hünxe – Bruckhausen (1992), das erstmals im Rahmen der Kirchenkunst die traditionelle Glasmalerei durch Integration von Alltagsgegenständen zu einem Objektfenster erweitert, das große Bronzemahnmal als Erinnerung an die ehemalige jüdische Gemeinde in Dinslaken (1993), die Außenplastik für die Sparkasse der Homburgischen Gemeinden in Wiehl (2000), die Gedenkstätte für die Clemensschwester Euthymia im Park des St. Vinzenz-Hospitals in Dinslaken (2001), die Außenplastik Baustelle für die Skulpturenmeile der Stadt Dinslaken (2002, im Besitz der Stadtwerke Dinslaken) sowie die Außenplastiken Mahnsteine zum Gedenken an jüdische Bürger aus Dinslaken zum Gedenkjahr 2013.
Aus Anlass von Grimms achtzigstem Geburtstag fand im Museum Voswinckelshof, Dinslaken, vom 20. August bis zum 15. Oktober 2023 eine umfangreiche Ausstellung zum Gesamtwerk des Künstlers statt. Vor den in dieser Ausstellung gezeigten provokanten Kunstwerken warnte sogar das Museum selbst.

### Galerie

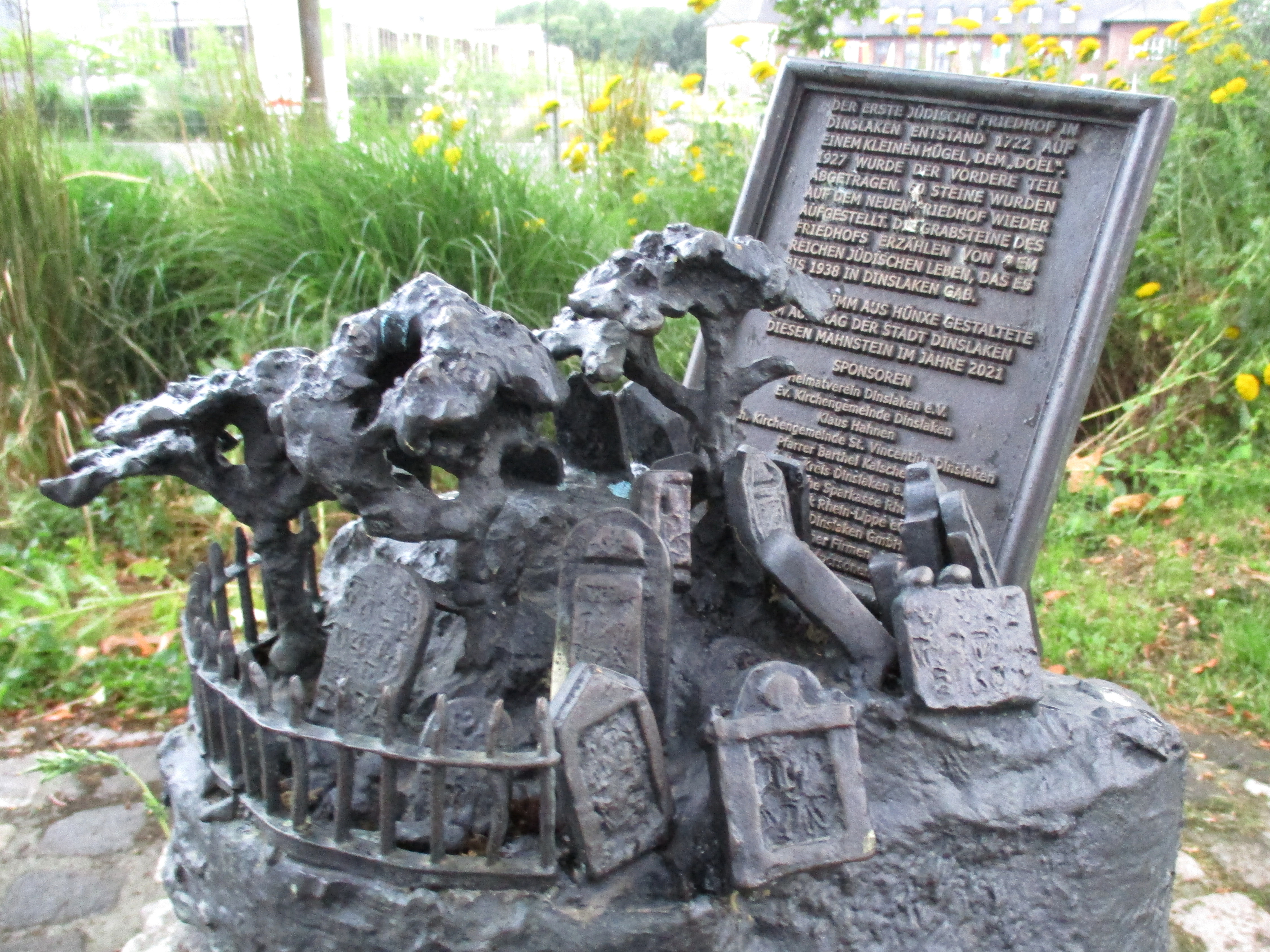
Denkmal für den alten jüdischen Friedhof auf dem Doelen
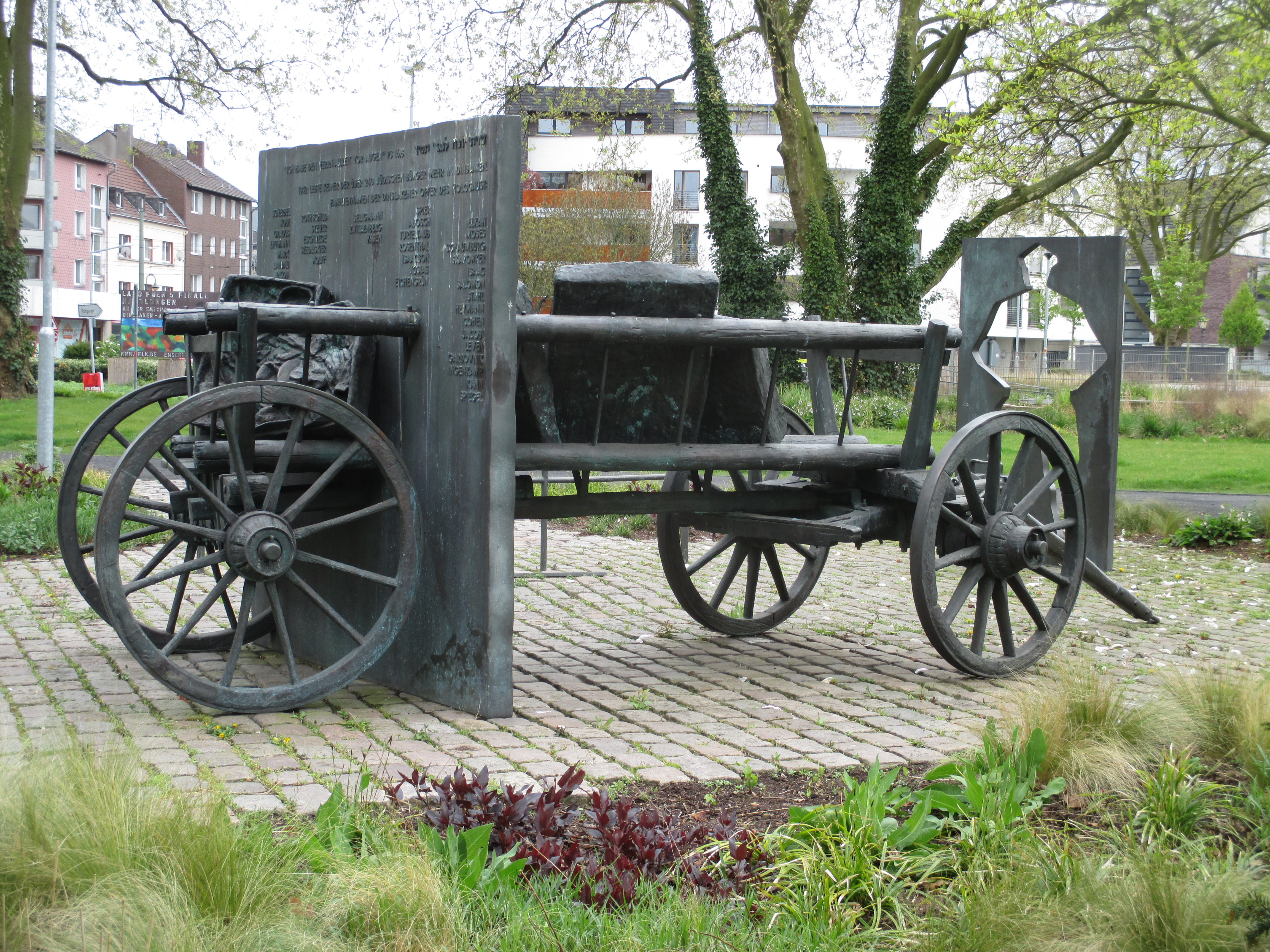
Mahnmal in Angedenken an die Vertreibung der Juden aus Dinslaken
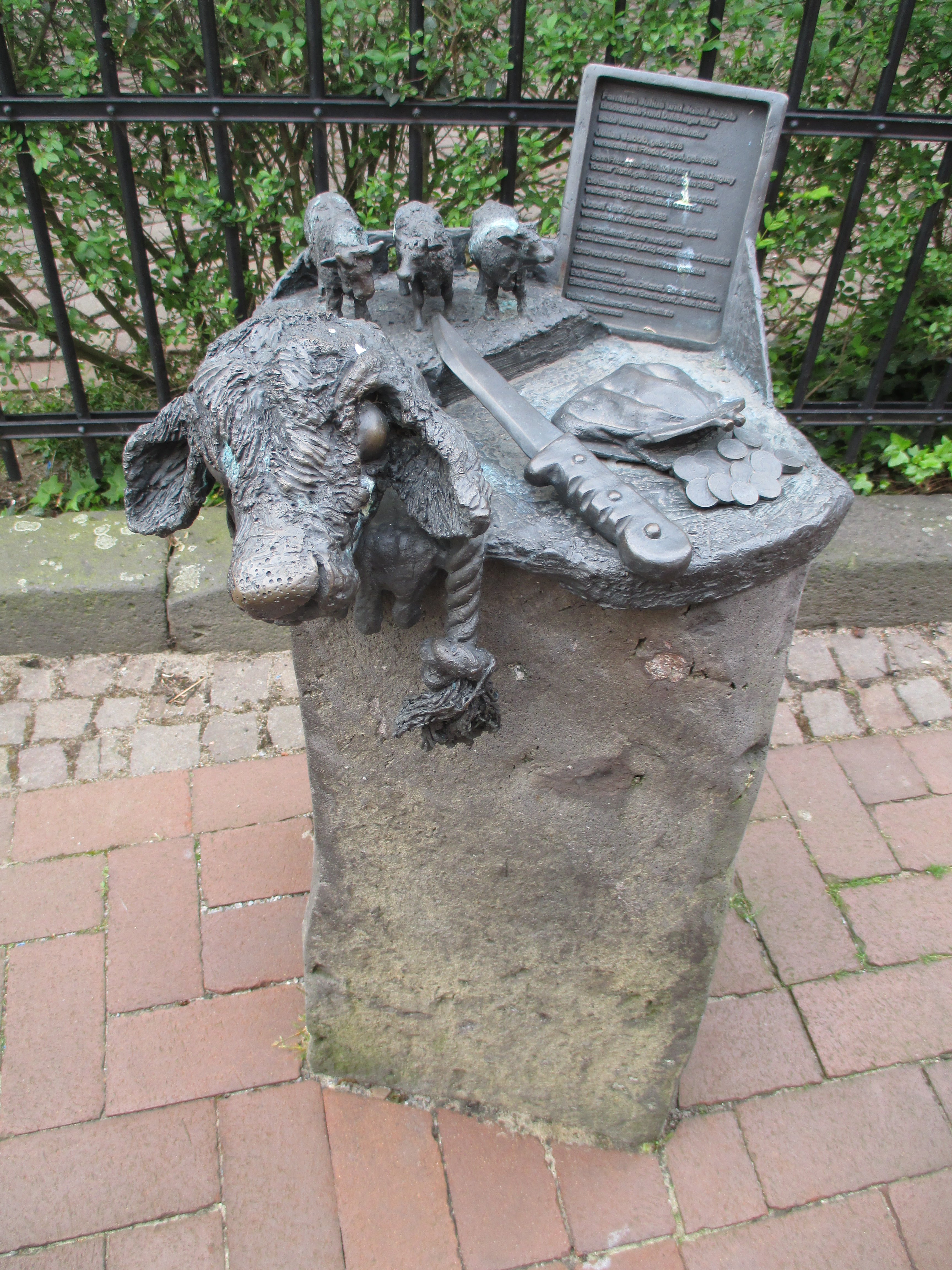
Gedenkstein Julius und Josef Jakob
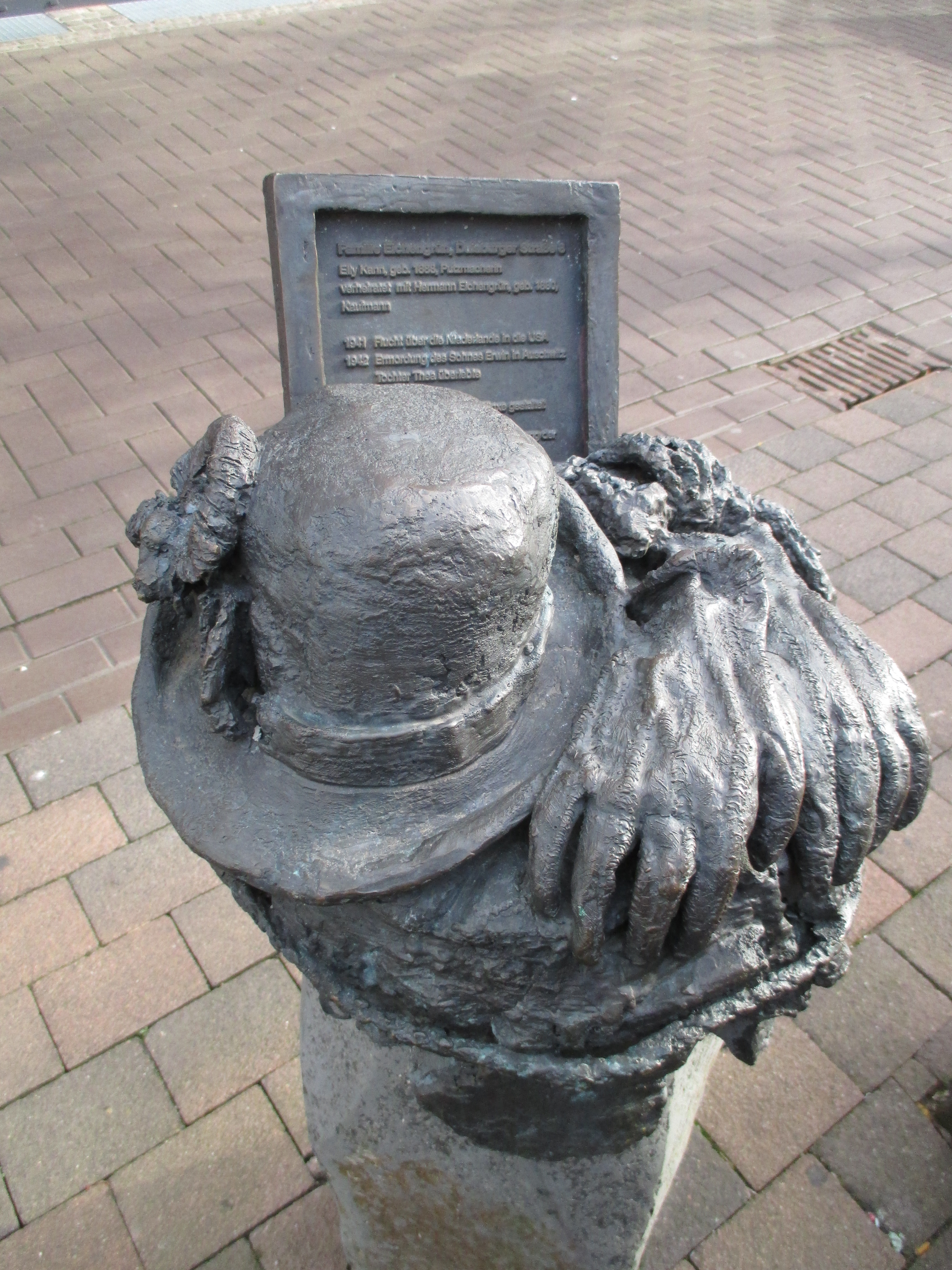
Gedenkstein Elly Eichelgrün

### Kritik
Ab und zu sorgen Grimms Werke für heftige Diskussionen. Sein Mutter-Erde-Stuhl (1995), der eine Landschaft mit Natur, Fabrikschloten und einem Tunnel auf einem Gynäkologenstuhl zeigt und auf die zerstörerischen Eingriffe des Menschen in die Natur aufmerksam macht, wurde bei Ausstellungen schon mehrfach abgelehnt, weil durch dieses Objekt die Würde des weiblichen Geschlechts empfindlich getroffen und gestört werden könnte.
Laut Anna-Louise Mathieu dient der sofortige Wiedererkennungswert von Grimms Werken "als Köder für seine heimtückische Falle: Kaum zappelt der Ästhet, der Bewunderer der genialischen Form darin, beginnt uns der Künstler ... mit unappetitlichen Details zu schrecken, sprenkelt er seine zynischen Beobachtungen dazwischen, als seien es Schokoladenraspel."Er illustriert sein Weltbild in "miniaturhaften Environments, was er meint zu den Dreiecksgeschäften betr. Monopol von Macht und Kapital, zum ökologischen Morden, dem militärischen und technologischen Overkill. Er zerlegt den Gegenstand seiner Gewissensnot in bißfeste Stücke, packt ein Witzlein dazu der mundgerechten Sorte, damit uns der Verdruß nicht sofort den Appetit verschlägt." Wir "erkennen uns wieder: ins Fernsehgerät gedrängt, auf Flaschen gezogen, ... aufs Schachbrett genagelt, ins Klo gespült. ... Unser Sündenregister, unser aller Versagen glotzt uns als Aphorismus entgegen."

## Kataloge
- Klaus Battke / Martin Müller: Alfred Grimm: Zeichnungen, Objekte, Malerei, Dinslaken 1985
- Karl-Heinz Koch: Alfred Grimm: Zeichnungen, Objekte, Malerei, Emmerich 1988
- Ralf Schreiner: Objektfenster "Unsere Arche", Hünxe 1992
- Anna-Louise Mathieu: Alfred Grimm: Bilder, Objekte, Rees 1992
- Alfred Grimm: Kleine Eräugnisse, Objekte und Bilder, Berlin 1993
- Alfred Grimm: Bilder, Objekte, Dinslaken 1996
- Anna-Louise Mathieu / Werner Arand / Bernd Krysmanski: Alfred Grimm: Kunst-Baum-Kunst, Wesel 1997
- Joachim Schneider: Alfred Grimm: Alltätlichkeiten, Bilder und Objekte, Rees 1998
- Joachim Schneider: Alfred Grimm: Serien.Folgen.Reihen, Dinslaken 2007
- Bernd Krysmanski: Alfred Grimm: "Grimms Mädchen", Wesel 2008
- Bernd Krysmanski: Alfred Grimm: Kruzifix-Objekte, Kamp-Lintfort 2015